# Feredoxină

Structura moleculei Fe_{2}S_{2} într-o feredoxină.

Feredoxina este o proteină în care există complexul Fe-S și care mediază transferul de electroni în reacții metabolice. 
Termenul feredoxină (din latină ferrum + redox) a fost dat de D.C. Wharton de la  DuPont care l-a atribuit "proteinei feroase"  purificate prima dată în 1962 de Mortenson, Valentine și Carnahan din bacteria anaerobă Clostridium pasteurianum. 